# Reprezentacja Australii w piłce siatkowej mężczyzn

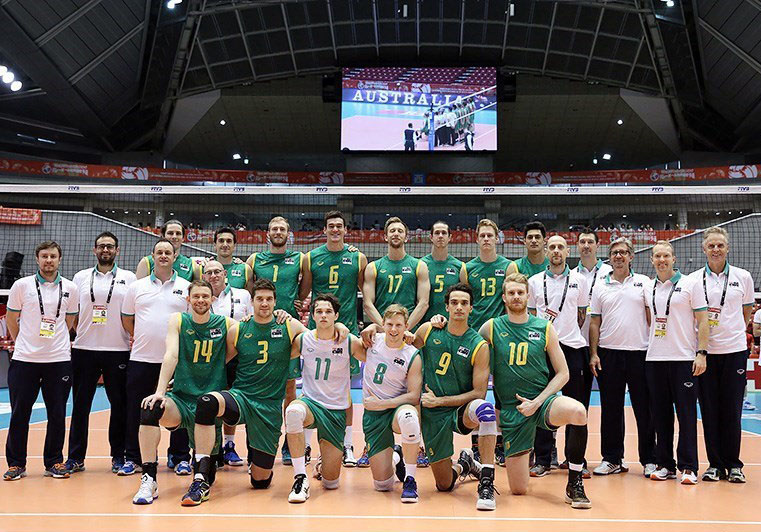
Zawodnicy reprezentacji Australii podczas Światowego Turnieju Kwalifikacyjnego do Igrzysk Olimpijskich 2016

Reprezentacja Australii w piłce siatkowej mężczyzn - narodowa drużyna reprezentująca Australię w rozgrywkach międzynarodowych. Drużyna Australii nie osiągnęła do tej pory spektakularnych wyników. Na kontynencie azjatyckim dominują drużyny Iranu, Japonii, Korei Południowej oraz Chińskiej Republiki Ludowej, którym ekipa Australii znacznie ustępuje. Mimo to drużyna regularnie w ostatnich latach występuje na Mistrzostwach Świata, Mistrzostwach Azji a od niedawna także na igrzyskach olimpijskich i w Pucharze Świata.
Do największych sukcesów ekipy australijskiej zalicza się złoty medal Mistrzostw Azji w 2007 roku oraz trzy inne medale tej imprezy, a także ósme miejsce na igrzyskach olimpijskich w 2000 roku.

## Trenerzy
| Lata      | Imię i nazwisko  |
| --------- | ---------------- |
| 2001-2006 | Jon Uriarte      |
| 2007-2010 | Russell Borgeaud |
| 2011-2014 | Jon Uriarte      |
| 2015-2016 | Roberto Santilli |
| 2016-2020 | Mark Lebedew     |
| 2021      | Marcos Miranda   |
| 2022-     | Dave Preston     |

## Osiągnięcia

### Mistrzostwa Azji
1. miejsce - 2007
 2. miejsce - 1999, 2001
 3. miejsce - 1997
Trener:  Jon Uriarte
Asystent: Daniel Ilott
| Nr | Imię i nazwisko  | Data urodzenia (wiek) | Wzrost (cm) | Klub                          |
| -- | ---------------- | --------------------- | ----------- | ----------------------------- |
| 1  | Aidan Zingel     | 19.11.1990 (20)       | 207         | Blu Volley Werona             |
| 3  | Nathan Roberts   | 17.02.1986 (25)       | 199         | Pallavolo Sora                |
| 5  | Travis Passier   | 26.04.1989 (22)       | 205         | Megius Roma Volley            |
| 6  | Igor Yudin (K)   | 17.06.1987 (24)       | 198         | Jarosławicz Jarosław          |
| 7  | Harrison Peacock | 31.01.1991 (20)       | 192         | Linköpings VC                 |
| 8  | Andrew Grant     | 22.04.1985 (26)       | 206         | Australian Institute of Sport |
| 9  | Adam White       | 08.12.1989 (21)       | 203         | Langhenkel Volley Doetinchem  |
| 12 | Aden Tutton (L)  | 06.12.1984 (26)       | 182         | Langhenkel Volley Doetinchem  |
| 14 | Grigory Sukochev | 18.02.1988 (23)       | 196         | VK Chemes Humenné             |
| 15 | John Dekker      | 09.05.1988 (23)       | 205         | VK Chemes Humenné             |
| 16 | Luke Smith       | 30.08.1990 (21)       | 200         | Linköpings VC                 |
| 19 | Thomas Edgar     | 21.06.1989 (22)       | 212         | Sir Safety Perugia            |